# Нетани Рос
Нетани Рос (енгл. Netani Ross; 14. септембар 2000) фиџијански је пливач чија ужа специјалност су спринтерске трке слободним и леђним стилом. Вишеструки је национални првак и рекордер.

## Спортска каријера
Рос је дебитовао на међународној сцени као јуниор 2016. године, на Светском јуниорском првенству које је тада одржано у Индијанаполису. Први значајнији успех у каријери остварио је на Пацифичким играма у Апији 2019, где је освојио пет медаља, три сребрне и две бронзане.
На светским првенствима је дебитовао у корејском Квангџуу 2019, где је пливао у квалификационим тркама на 100 слободно (73. место) и 100 леђно (56. место). 